# Alceste Catella
Alceste Catella (Tavigliano, província de Biella, Itália, 5 de maio de 1942) é um clérigo católico romano italiano e bispo emérito de Casale Monferrato.
Alceste Catella recebeu o sacramento da ordenação em 26 de junho de 1966 do Bispo de Biella, Carlo Rossi.
Em 15 de maio de 2008, o Papa Bento XVI o nomeou Bispo de Casale Monferrato. O Arcebispo de Turim, Cardeal Severino Poletto, ordenou-o bispo em 29 de junho do mesmo ano; Os co-consagradores foram o Arcebispo de Vercelli, Enrico Masseroni, e o Bispo de Biella, Gabriele Mana. A posse ocorreu em 7 de setembro de 2008.
O Papa Francisco aceitou sua renúncia por idade em 31 de julho de 2017.